# Dendrobium aphyllum
Дендробиум безлистный (лат. Dendrobium aphyllum) — вид многолетних трявянистых растений семейства Орхидные, или Ятрышниковые (Orchidaceae).

## Синонимы
По данным Королевских ботанических садов в Кью: 

Гомотипные синонимы:
- Limodorum aphyllum Roxb., 1795 basionym
- Cymbidium aphyllum (Roxb.) Sw., 1799
- Epidendrum aphyllum (Roxb.) Poir. in J.B.A.M.de Lamarck, 1810
- Callista aphylla (Roxb.) Kuntze, 1891

Гетеротипные синонимы:
- Dendrobium cucullatum R.Br., 1821
- Dendrobium pierardii Roxb. ex Hook., 1822
- Dendrobium macrostachyum Lindl., 1830
- Dendrobium tetrodon Rchb.f. ex Lindl., 1859
- Dendrobium stuartii F.M.Bailey, 1884
- Dendrobium pierardii var. cucullatum (R.Br.) Hook.f., 1890
- Callista macrostachya (Lindl.) Kuntze, 1891
- Callista stuartii (F.M.Bailey) Kuntze, 1891
- Callista tetrodon (Rchb.f. ex Lindl.) Kuntze, 1891
- Dendrobium gamblei King & Pantl., 1897
- Dendrobium viridicatum Ridl., 1899
- Dendrobium tetrodon var. vanvuurenii J.J.Sm., 1920
- Dendrobium whiteanum T.E.Hunt, 1951
- Dendrobium madrasense A.D.Hawkes, 1963, nom. illeg.
- Dendrobium aphyllum var. cucullatum (R.Br.) P.K.Sarkar, 1984
- Dendrobium aphyllum var. katakianum I.Barua, 2001

## Этимология
В русскоязычной литературе, посвящённой содержанию орхидей, этот вид, как правило, именуется Dendrobium pierardii. В 1969 году, согласно Международному кодексу ботанической номенклатуры это название было изменено и вид стал называться Dendrobium aphyllum.

Дендробиум Пьерара (Dendrobium pierardii) назван в честь первооткрывателя этого растения, французского коллекционера орхидей.

Название aphyllum образовано от слова áphyllos или aphyllus, a, um — безлистный.
Вид не имеет устоявшегося русского названия, в русскоязычных источниках обычно используется синоним научного названия Dendrobium pierardii.
Английское название — The Leafless Dendrobium — перевод с латинского на английский названия Dendrobium aphyllum.
Тайское название — Ueang Sai Long Laeng.

## Биологическое описание
Симподиальные листопадные растения средних размеров.

Псевдобульбы свисающие, тонкие, длиной около 70 см и 8 мм в диаметре.

Листья расположены в два ряда вдоль всего стебля, вытянуто-овальные, 10—13 см длиной. Опадают в начале сухого сезона.

Соцветия короткие, 2—3 цветковые, образуются в зимне-весенний период на вызревших псевдобульбах.

Цветки ароматные, окраска изменчива, от бледно-розового до розовато-лилового цвета, 2,5—5 см в диаметре. Губа желтоватая.

## Ареал, экологические особенности
Провинция Хайнань (Китай), Ассам, Бангладеш, восточные и западные Гималаи, Индия, Мальдивские острова, Непал, Шри-Ланка, Андаманские острова, Мьянма, Таиланд, Лаос, Малайзия, Калимантан, Ява, Суматра, Малые Зондские острова, Сулавеси, а также штат Квинсленд (Австралия).
Эпифит, редко литофит в лесах на высотах от 150 до 1800 метров над уровнем моря.
Цветение (в Таиланде): март—апрель.
Относится к числу охраняемых видов (II приложение CITES)

## В культуре
Температурная группа — умеренная/тёплая.

Посадка на блок или в корзинку для эпифитов. Субстрат не должен препятствовать движению воздуха. Состав субстрата — сосновая кора средней и крупной фракции.
Период покоя с осени по весну. Полив и подкормка осуществляется только в период вегетации в момента появления новых побегов до листопада.

Относительная влажность воздуха 50—80 %.

Освещение: яркое рассеянное, прямое солнце в утренние и вечерние часы.